# Смирнов, Иван Васильевич (изобретатель в строительстве)
Иван Васильевич Смирнов (1886—1979) — изобретатель в области промышленности строительных материалов, лауреат Сталинской премии (1949).

## Биография
Родился в бедной крестьянской семье в д. Чухломка Воскресенской волости Нижегородской губернии (сейчас в Воскресенском районе Нижегородской области).
Окончил 2 класса церковно-приходского училища. Занимался кустарным производством точильных брусков и мельничных жерновов, затем работал на стройке.
Участвовал в строительстве Горьковского автозавода.
Мастер-самоучка. Изобрел способ использования в строительстве негашеной извести — способ так называемого гидратационного твердения извести (1931). Его открытия были подтверждены исследованиями Института физической химии Академии наук СССР и легли в основу нового направления в технологии строительных материалов. За эту работу в 1949 году внеочередным постановлением присуждена Сталинская премия первой степени.
С 1950 г. сотрудник Научно-исследовательского института новых строительных материалов Академии строительства и архитектуры СССР. Преподавал на кафедре строительных материалов Горьковского инженерно-строительного института имени В. П. Чкалова.

## Публикации
- Приготовление и применение в строительстве молотой негашеной извести : стеногр. публич. лекции, прочит. в Централ. лектории О-ва в Москве / лауреат Сталин. премии мастер И. В. Смирнов. — М. : Правда, 1950. — 24 с. : черт. ; 22 см. — (Всесоюз. о-во по распространению полит. и науч. знаний). — 48000 экз.. — 0.60 р.
- Живая известь [текст] : [применение негашеной извести в строительстве / Смирнов Иван Васильевич — Москва] : Профиздат, 1950. — 61 с. : ил. — Перед загл. авт.: И. В. Смирнов, лауреат Сталинской премии.
- Негашеная известь в строительстве [Текст] / И. Смирнов. — Горький : Горьк. обком Союза рабочих пром. строит-ва Центра, 1940. — 16 с. : портр.; 14 см. — (Опыт стахановцев социалистических строек).
- Живата вар [Текст] : [Превод от рус.] / И. В. Смирнов. — София : Профиздат, 1951. — 57 с. : ил.; 17 см.
- Varul viu [Текст] / I. V. Smirnov, laureat al premiului Stalin. — Bucureşti : Ed. C. G. M., 1952. — 63 с. : ил.; 18 см.
- Известь-кипелка / И. В. Смирнов. М., 1951.